# Newhalem (Washington)
Newhalem es un área no incorporada ubicada en el condado de Whatcom en el estado estadounidense de Washington.

## Geografía
Newhalem se encuentra ubicado en las coordenadas 48°40′25″N 121°14′50″O / 48.67361, -121.24722.